# Brian Teacher
Brian Teacher (San Diego, 23 de Dezembro de 1954) é um ex-tenista profissional estadunidense.

## Grand Slam final

### Simples (1 título)
| Resultado | Ano  | Campeonato      | Piso  | Oponente    | Placar           |
| Campeão   | 1980 | Australian Open | Grama | Kim Warwick | 7–5, 7–6(4), 6–2 |